# Rio Branco de Andradas Futebol Clube
O Rio Branco de Andradas Futebol Clube é um clube brasileiro de futebol, da cidade de Andradas, no estado de Minas Gerais. Seu maior rival é a Caldense, da cidade de Poços de Caldas e atualmente se encontra licenciado.

## História
Surgimento
No limiar de 1948, incentivados pelos desportistas Pedro Delavia e Sebastião Teodoro Rosa e liderados pelos companheiros Sinésio Teodoro e Venício Almeida, atletas integrantes da equipe juvenil do Esporte Clube Andradense –– extinto em meados da década de 1950 ––, descontentes com o fato de somente treinar, além de agastados com a proibição de acesso à sede social do clube, declaram dissidência e, com a adesão, na primeira hora, de somente um titular, Luiz de Almeida Lino, formam uma nova equipe, à qual, por sugestão de Venício, que se inspira no logradouro em que situada sua residência –– Praça Barão do Rio Branco ––, dão o nome de Rio Branco FC.
Primeiro Jogo
Em 13 de junho de 1948, no campo de futebol da Vila Caldas (atual estádio Parque do Azulão), com arbitragem de Antônio Dechichi e tendo como treinador Pedro Delavia, realiza o Rio Branco FC o seu primeiro jogo, que vence, contra a equipe do distrito rural de Gramínea, por 4 a 2.
Primeiro evento não-futebolístico
Apesar de nem sequer juridicamente constituída e mesmo sem formal direção, os atletas e colaboradores do Rio Branco, com a finalidade de arrecadar fundos para cobertura das despesas com o futebol, resolvem, por ocasião do Carnaval de 1949, promover bailes momescos, no antigo Cine Andradas, que alugam, logrando alcançar imenso sucesso, visto que a conquista de torcedores, em poucos meses de existência, é muito expressiva.
Organização jurídica e primeira diretoria
Por volta de março de 1949, é elaborada ata, pro forma, com a data do primeiro jogo, 13 de junho de 1948 –– que é considerada a de fundação ––, para a constituição jurídica do Clube e posse da primeira Diretoria, integrada por honradas personalidades da época.
Sede social
Em 12 de fevereiro de 1950, em pequeno prédio alugado dos irmãos Goca e Nem Risso, que reservam para si o direito de explorar os serviços de bar, inaugura-se a sede social do Clube.  Em 10 de agosto de 1955, os irmãos Risso vendem o prédio a Antônio Trevisan Sobrinho, o que provoca a paralisação de todas as atividades sociais do Rio Branco. Em 25 de dezembro de 1955, para poder reabrir sua sede, o Clube compra o imóvel, ampliando-o, através dos tempos, mediante aquisições de áreas vizinhas.
Trajetória no futebol
No final de 1985, profissionaliza-se e, em 1986, participa do Campeonato Mineiro da Segunda Divisão; sagra-se vice-campeão e obtém vaga para, em 1987, iniciar sua luminosa caminhada na Primeira Divisão do futebol de Minas Gerais.
m 1990, o Campeonato Mineiro da Primeira Divisão, com dezoito equipes, é disputado em dois turnos e por pontos corridos. Após campanha memorável, o Rio Branco fica atrás apenas das três equipes de Belo Horizonte e conquista o título oficial de campeão do interior.
Em 1992, repete o feito, ao qualificar-se para a disputa do quadrangular final, ao lado de América, Atlético e Cruzeiro.
No segundo semestre de 1993, com esteio na classificação do Campeonato Mineiro de 1992, terça armas com a Federação Mineira de Futebol e defende o direito de disputar o Campeonato Brasileiro da Série C, em lugar do torneio seletivo para formação, no ano seguinte, dos Módulos I e II do Campeonato Mineiro. Sai vencido e é rebaixado, administrativamente, para o Módulo II.
Em 1994, disputa o Campeonato Mineiro da Primeira Divisão, Módulo II, cujo título conquista e ascende ao Módulo I.
Em 1997, fecha o departamento de futebol e deixa de participar do Campeonato Mineiro do Módulo I.
Em 1998, retoma as atividades futebolísticas, disputa o Campeonato do Módulo II, torna-se bicampeão e volta ao grupo principal.
Em 2004, realiza má campanha no Módulo I e, pela primeira e única vez, conhece o descenso em campo.
Em 2006, conquista o tricampeonato do Módulo II e retorna à elite do futebol de Minas Gerais.
Em 2009, classifica-se para as oitavas-de-final do Campeonato Mineiro da Primeira Divisão, Módulo I. No mata-mata, elimina o América, de Belo Horizonte, e alcança as semifinais, juntamente com Atlético, Cruzeiro e Ituiutaba. Também no mata-mata, é eliminado pelo Atlético, mas conquista, pela terceira vez, o título de campeão do interior, sobrepujando o time do Triângulo Mineiro no saldo de gols. Após a disputa do Campeonato Mineiro de 2009, o Rio Branco deu fim às atividades do futebol profissional devido a problemas políticos envolvendo até a utilização do Estádio JK, pertencente à Prefeitura. Diante das dificuldades enfrentadas, a direção não viu condições de seguir com o futebol. Com o fim do time, o Rio Branco foi substituído pelo América de Teófilo Otoni no Campeonato Mineiro de 2010.

## Títulos
| ESTADUAIS | ESTADUAIS                      | ESTADUAIS | ESTADUAIS         |
|           | Competição                     | Títulos   | Temporadas        |
| --------- | ------------------------------ | --------- | ----------------- |
|           | Campeonato Mineiro - Módulo II | 3         | 1994, 1998 e 2006 |
|           | Campeonato Mineiro do Interior | 2         | 1990 e 1992       |

### Campanhas de destaque
- Vice-Campeonato Mineiro da Segunda Divisão: 1986.

## Estatísticas

### Participações
|  | Participações em 2020 |

| Competição   | Competição         | Temporadas | Melhor campanha                 | Anos                                       | P | R |
| Minas Gerais | Campeonato Mineiro | 19         | 4º colocado (1990, 1992 e 2009) | 1987-1993, 1995-1997, 1999-2004, 2007-2009 |   | 4 |
| Minas Gerais | Módulo II          | 5          | Campeão (1994, 1998 e 2006)     | 1986, 1994, 1998, 2005-2006                | 4 | – |
| Brasil       | Série B            | 2          | 38º colocado (1989)             | 1989, 1991                                 | – | – |
| Brasil       | Série C            | 3          | 22º colocado (1998)             | 1992, 1998, 2003                           | – | – |

## Rivalidade
O Rio Branco tem como seu maior adversário a Caldense de Poços de Caldas.